# Khaled Amber
Khaled Amber (Arabic:خالد عمبر) (sinh ngày 23 tháng 4 năm 1994) là một cầu thủ bóng đá người Các Tiểu vương quốc Ả Rập Thống nhất. Hiện tại anh thi đấu cho Emirates Club.